# パルメニデス (対話篇)
『パルメニデス』（パルメニデース、希: Παρμενίδης、英: Parmenides）とは、プラトンの中期対話篇の1つ。副題は「イデアについて」。

## 構成

### 登場人物

#### 後代話者
- ケパロス[1] - クラゾメナイの人物。本篇の語り部。
- アデイマントス - プラトン、グラウコンの兄。
- グラウコン - プラトンの兄、アデイマントスの弟。

#### 媒介者
- アンティポン - プラトン、グラウコン、アデイマントス等の異父弟。
- ピュトドロス - アテナイの市民、後に将軍も。回想部ではパルメニデス、ゼノン等のホスト。

#### 回想部話者
- ソクラテス - 青年期、20歳頃。
- パルメニデス - エレア出身の哲学者。エレア派の創始者。65歳頃。
- ゼノン - エレア派哲学者。パルメニデスの弟子。「ゼノンのパラドックス」で有名。40歳頃。
- アリストテレス[2] - 後にアテナイの三十人政権を担う一人になる青年。作品中では最年少[3]。

### 時代・場面設定

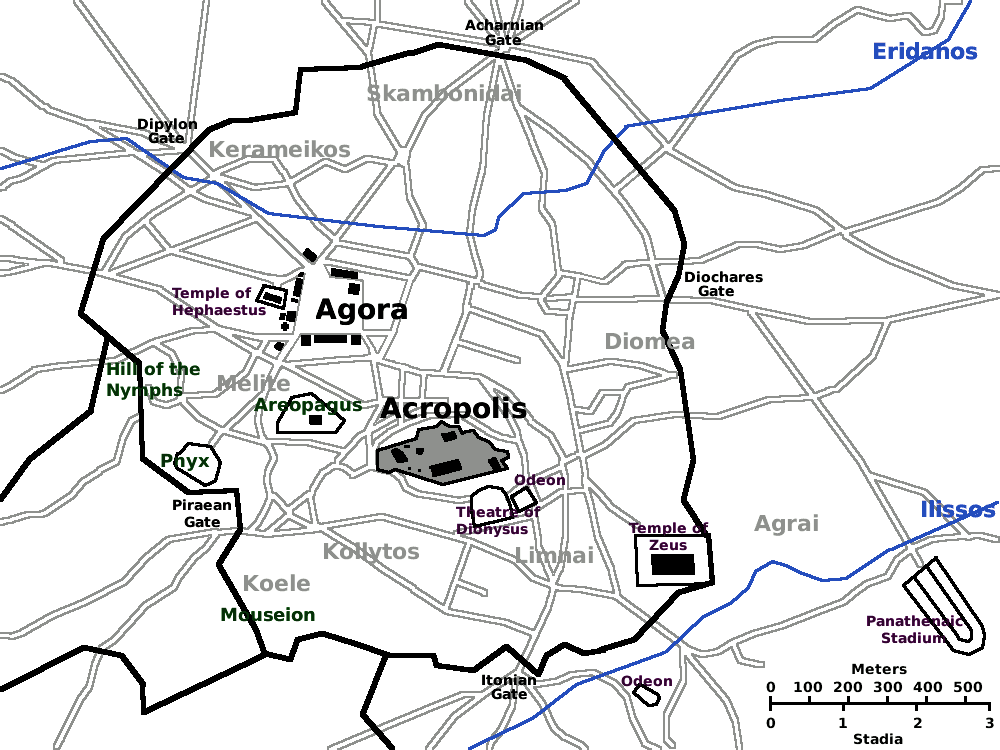
アテナイの地図。アゴラから北西方向、城壁にまたがる一帯にケラメイコス地区がある。

年代不詳（内容からしてソクラテス死後の紀元前390年代）のアテナイ。クラゾメナイから哲学仲間を連れてアテナイを訪れたケパロスは、アゴラで旧知のアデイマントス、グラウコンと出会い、彼らの異父弟アンティポンについて尋ねる。かつてあったソクラテスとパルメニデス、ゼノンの会話を、ゼノンの仲間だったアテナイ人ピュトドロスから、アンティポンが聞かされて覚えているという話を聞いて、是非それを聞かせてもたいのだという。
こうして彼らはアンティポンの家へ行き、アンティポンから話を聞く。そしてケパロスは、その内容を読者に語り始める。
紀元前450年頃、パンアテナイア祭のためにアテナイを訪れていたパルメニデスとゼノンは、ケラメイコス地区にあるピュトドロスの家に滞在していた。当時まだ若かったソクラテスらは、そこを訪ね、ゼノンに論文の朗読をしてもらう。そこにパルメニデス、ピュトドロス、アリストテレスらが外出から帰ってきた。
論文の内容についてゼノンに質問していたソクラテスは、そのままパルメニデスと問答を始める。その流れが本篇の4分の1程度続き、残りの4分の3は、パルメニデスによる青年アリストテレスを相手にした問答に占められる。

### 特徴・補足

#### 多重間接話法
本篇は、かつてのソクラテス、パルメニデス、ゼノンらのやり取りを、そこに居合わせたピュトドロスが、プラトンの異父弟アンティポンに教え、それをクラゾメナイ人のケパロスが聞き、後日読者に語るという、多重に間接的・伝聞的な構成となっている。こうした形式は、プラトンがこの作品を、古い時代のそれなりに虚構性の高い内容であると示唆すると同時に、しかし他方で自分の兄弟などプラトンに身近な人間を伝聞者として混ぜることで、プラトン自身が聞かされていた史実も含まれ得るものとして、すなわち「虚実ないまぜ」なものとして、読者に提供しようとしている意図を反映したものだと考えられる。

#### プラトン作品中の位置付け
本作は、文体上は中期の作品に分類されるが、内容的には先行する『饗宴』『パイドン』『国家』『パイドロス』といった「イデア論」を積極的に表明・称揚していく段階の中期の4作品とは毛色・様相が異なり、後続する『テアイテトス』『ソピステス』『ポリティコス（政治家）』といった中期から後期にかけての三部作や、その後の後期作品のように、「イデア論」を前提としつつ、それにまつわる難点・課題を掘り下げつつ、吟味・洗練させていく（あるいは、パルメニデスの思想との統合を図っていく）といった、発展的内容を扱っていく流れが始まる「転機・境界」の作品に位置づけられている。
特に本作で描かれる「老パルメニデスと青年ソクラテスの出会い」は、後続する『テアイテトス』（183E-184A）と『ソピステス』（217C）内でも言及されており、中期から後期にまたがる本作『パルメニデス』と後続する三部作『テアイテトス』『ソピステス』『ポリティコス（政治家）』の計4作品は、内容的に緊密につながる1つのグループ（四部作）を形成している。そしてこれら4作品の内、『パルメニデス』『ソピステス』『ポリティコス（政治家）』の3作品が、ディオゲネス・ラエルティオスの『ギリシア哲学者列伝』等で「論理的」作品として分類されていることからも分かるように、これらの作品では「論理(学)的」な観点から「イデア論」の掘り下げが行われている。もちろん論理哲学の色彩が強いエレア派の関係者がこれらの作品に登場するのも偶然ではない。
そうした一連の4作品の中で、本作は「序章」の役割を果たしており、「老パルメニデスと青年ソクラテスの出会い」を通して、ソフィスト達が操る「弁論術」（レートリケー）や「論争術」（エリスティケー）とは区別された、「問答法・弁証法」（ディアレクティケー）へとつながる「正統な論理的営み」の起源・系譜を描くと同時に、その系譜の中にいる老パルメニデス率いるエレア派の思想・論理にも、青年ソクラテスの「イデア論」にも、共に後世で解決されるべき課題・問題が孕まれていたことを示唆する内容となっている。
（そして、本作に続く「続編（三部作）」でその解決へと迫っていく構成となっているが、本作の直後の作品である『テアイテトス』は、三部作の初っ端として「イデア論」に直接的には踏み込まず、その「前提的な問題」を扱っているので、「イデア論」の問題として本作と内容的に直接つながってくるのは、その後の『ソピステス』である。しかし、その『ソピステス』では、パルメニデスの主張の一部を崩す（「非有の有」を証明する）程度の水準の議論に留まり、それ以上は議論が深められていない。そして、続編の『ポリティコス（政治家）』では（後の『ティマイオス』へとつながる宇宙論・神話が挿入されてはいるものの）政治論へと話が移ってしまい、その続編として構想されていた『ピロソポス（哲学者）』は書かれずじまいで終わっており、最終的にパルメニデス・エレア派の思想とイデア論の統合や難問の解決などは、続く新しい三部作へと持ち越され、その最初の作品『ティマイオス』における統合的な物語（神話・宇宙論）にて、一応の決着がつけられた格好となっている。）

## 内容
内容としては、パルメニデスやゼノンに代表される（存在を「一」なるものと捉える）「エレア派の存在論」と、（プラトンが描く）ソクラテスの「イデア論」の「出会い（邂逅）」を描くことがメインテーマであり、作品中では「イデア論」の萌芽となる考えを持ちつつも未だ愛知者（哲学者）の道へと踏み込み切れていない青年ソクラテスが、ゼノンに対して自分の考えをぶつけ、その議論を引き取った老パルメニデスが、愛知（哲学）の先輩として青年ソクラテスの未熟な「イデア論」の難点を指摘しつつ、愛知者（哲学者）としての姿勢や論理的思考・検討・論証のあり方について、「手ほどき」をする前半部が、作品中の「肝・核心」となっている。
その後の長い後半部は、老パルメニデスが先の青年ソクラテスとの対話の最後に、知恵の探求（愛知、哲学）においては、対象について様々な形で考察を加えること（「前提文・仮定文における述語を、肯定形だけでなく否定形でも考察」「帰結文における主語を、「補集合」に入れ替えても考察」「それぞれにおける「それ自身」「それ以外」との関係性も考察」など）の癖をつける「予備練習」（思考訓練）が重要であることを説いたことで、それを実際に見せてほしいとソクラテスやゼノン等にせがまれ、これは半ば「遊び」であると断りつつ、青年アリストテレスとの対話を通して、自身の信条でもある「一」を題材に、それを「部分・全体、終始、限、形態、場所、動静、同異、類似・不類似、等・不等、大小、年長・年下、同年、時間、有、知識、名、思いなし、感覚」といった様々な切り口から検討しながら、実際にそれを披露する内容となっている。
（ちなみに、中期対話篇『国家』第5巻では、哲学者 (哲人王) の規定をイデア論を交えて行っていく最初の下りで、
- 「美・醜、正・不正、善・悪、及び全ての実相（エイドス）は、それ自体としては「一つ」のものであるが、色々な行為・物体と結びつき、また相互に結びつき合って、至るところにその姿を現わすために、それぞれが「多（多くのもの）」として現われる」(467A)

といったように、また同第7巻では、哲学者 (哲人王) の教育科目としての「数学諸学科」の説明をしていく始めに、「数字」(の基本である「一」) の相対性を説明していく下りで、
- 「我々は、同じものを「1つ」と見ながら、同時に「無限に多い」とも見る」(525A)

といったように、本作につながる発想が提示されている。）
かくしてこの出会いが青年ソクラテスを愛知者（哲学者）の道へと本格的に踏み出させるきっかけとなったこと、またソクラテスの執拗な問答（ディアレクティケー）のスタイルはパルメニデスによる指導（「予備練習」）の影響を受けていること、したがってパルメニデスがソクラテスの愛知（哲学）における実質的な師であったことなどを示唆する内容となっている。（もちろん、「イデア論を操る青年ソクラテス」自体がプラトンの創作であり虚構なので、ここは『パイドン』における「アナクサゴラスへの失望とイデア論の始まり」のくだりと同じく、史実というよりはプラトン自身の自分語り、すなわちプラトン自身がパルメニデス・エレア派の思想に大きく影響を受けたことを遠回しに表現していると捉える方が自然である。）
他方で、後半に披露される「予備練習」の内容が、（一応パルメニデスによって半ば「遊び」であることが断られてはいるものの）詭弁すれすれの矛盾に満ちた内容として描かれており、青年ソクラテスの未熟な「イデア論」と同じく、パルメニデスやエレア派の思想や論理もまた、後世で解決されるべき課題・問題を抱えた未熟なものであったことが示唆されている。
（ただし、本篇に続く『テアイテトス』（183E-184A）や『ソピステス』（217C）において、プラトンはソクラテスに、本篇で描かれた若き日におけるパルメニデスとの出会いに言及させ、エレア派の「世界(万物)単一静止説」や、パルメニデス個人に、「底知れなさ」「畏怖」を感じるし、まだ未熟な自分ではその考えを十分に理解・評価し切れないだとか、パルメニデスが行った「予備練習」が素晴らしかったなどと述べさせていることから、本篇の後半における（一見矛盾まみれ・支離滅裂のようにも見える）「一」を題材とした「予備練習」は、プラトンにとってはどちらかと言えばむしろ、パルメニデス・エレア派の思想の（単純な感覚認識や論理 (すなわち、『国家』で言うところの「ピスティス」や「ディアノイア」) では把捉し切れない、それらを「超越」した）深遠さを、肯定的に表現するためのものであった蓋然性が高い。
また同時に、プラトンはここで、パルメニデス・エレア派の思想と論理的手法を使って、パルメニデス自身を自家撞着（自己矛盾）に陥らせ、作品中でソクラテスが主張したような「「一」と「多」の両立可能性」の余地を、パルメニデス自身に自ら告白させていると、見ることもできる。（なお、この「一」と「多」の問題は、後の『ソピステス』や『ピレボス』でも取り上げられており、これがプラトンが「予備練習」を通して提示したかった問題であることを裏付けている。）
本作の前段の「ゼノンとの対話」や「イデア論の難点」、そして後段の「予備練習」を通して繰り返し述べられているように、「イデア論」や「一/多」については、それ自体を単純に掘り下げて考察するだけでは、「何でもあり・矛盾まみれ・支離滅裂」な「混沌・無秩序」（相対主義）へと陥ってしまうのであり、それを（倫理・政治思想の基盤にできる）「無矛盾な、目的・方向性を持ち、適度に秩序立った自然（ピュシス）観」へと仕立てるには、『ティマイオス』で述べられている神話のように、「「一」と「善」を併せ持った創造主「デミウルゴス」が、イデアの性質を織り込む形で「世界（宇宙）」を創造しつつ、その外側にいる」といった「特殊な構造/世界観」を必要とする。したがって、本作の内容は、そうした後に述べられる「ティマイオス（デミウルゴス）的解決」に向けた伏線・問題提起であると言うことができる。
そして実際、この「予備練習」の内容は、後世において、ネオプラトニズムの創始者であるプロティノスによって、世界が超越的な「一者（希: Τὸ Ἕν, To Hen、ト・ヘン）」から流出して成立したとする思想（流出説（emanationism））のネタ元として継承されるなど、大きな影響を与え、さらにキリスト教の神学、特に偽ディオニュシウス・アレオパギタの否定神学、そして (カントの二律背反 (アンチノミー) や、ドイツ観念論など) ドイツ系の哲学に影響を与えるなど、『ティマイオス』と共に西洋の超越思想・神秘主義思想、あるいは汎神論の起源となった。）

### 導入
クラゾメナイ人のケパロスが哲学仲間と共にアテナイにやって来たところ、アゴラでプラトンの兄達であるアデイマントスとグラウコンに出くわす。挨拶をかわした後、ケパロスは自分達がプラトン等の異父弟であるアンティポンを探していて、彼がアテナイ人ピュトドロスから、かつてソクラテスとパルメニデスとゼノンがかわした問答の内容を聞かされて暗誦ができるほどよく覚えているという話を聞いて、その話を聞かせてもらうお願いに来たと告げる。
アデイマントス等はその願いを聞き入れ、ケパロス等は、今は馬術に執心しているというアンティポンの家に連れて行ってもらい、その話を聞かせてもらうことができた。
そうしてケパロスは、その聞いた話の内容を、読者に語り出す。
紀元前450年頃、パンアテナイア祭のために65歳頃のパルメニデスと40歳頃のゼノンが一緒にアテナイを訪れ、北西にあるケラメイコス地区の城壁の外側にある、ピュトドロスの家に滞在していた。そんな中、当時はじめてアテナイに持ち込まれたゼノンの書物の朗読会が行われるということで、青年ソクラテスを含む多くの人々がピュトドロスの家におしかけ、その朗読に耳を傾けていた。パルメニデスはその時は外出中で、朗読が終わる頃になって、ピュトドロスや青年アリストテレス等と共に帰ってきた。

### ソクラテスとゼノンの対話
朗読を聞き終えた青年ソクラテスは、もう一度「第一論説」の「第一仮定」を読んでもらうよう頼み、それが読まれた後、ゼノンに質問を始める。
ソクラテスはまず、ここでゼノンが言いたいのは、「存在が「多」ならば、それは「似ていて、似ていない」ということにならなくてはならないが、それは不可能である（なぜなら、「似ていない」ものが「似ている」こともあり得ないし、「似ている」ものが「似ていない」こともあり得ないから）」ということか問う。ゼノンは同意する。
ソクラテスは、そうすると「存在が「多」であること自体が不可能である」と、存在の「多」の否定を主張することがゼノンの意図であり、ゼノンはこれらの論文によってそれを証拠づけようとしているのかと指摘する。ゼノンはその通りだと同意する。
するとソクラテスは、ゼノンは、「万有は一つ」であることを主張している師パルメニデスとは言い方こそ変えているものの、同じことを主張しており、世人には分からないように密かに師の説の証拠づけを行っているのだと指摘する。ゼノンは、この書物を書いた意図は、パルメニデスの説を「矛盾を孕んだもの」であると笑いものにする人々に対抗・反論することであり、存在の「多」を主張する人々の方がもっと多くの難点を抱えていることを指摘するために、若い頃にこれを書いたのであり、あくまでも若い頃の対抗意識の産物であって、ソクラテスが考えているような年を取ってからのもったいつけた意図の下で書かれたものではないと答える。
続いてソクラテスは、ゼノンに対して「イデア論」を持ち出し、「似る」（類似性）や「似ない」（不類似性）が「形相」としてそれ自体で独立に存在し、私やあなたやその他の事物がそれらを共有・分有・分取することでその性質を帯びるとしたら、「一」と「多」についても同じことが言えるだろうし、私や石や木材が「一」であり「多」でもあるといった主張は可能だし、不思議でも何でもないこと、しかし仮にそうした「類似」と「不類似」、「一」と「多」、「静」と「動」といった「形相」自体が混ざったり切り離されたりするといったように（「イデア論」の難点を）指摘・論証してくれる者がいたなら、自分の感心と驚嘆は非常に大きなものとなると主張する。

### ソクラテスとパルメニデスの対話

#### 考察の不徹底
ゼノンとパルメニデスは、時折顔を見合わせたり、笑ったりしつつ、感心しながらソクラテスの話を聞いた。ソクラテスの話が終わると、パルメニデスが口を開き、ソクラテスの熱心さを褒め称えつつ、先の「イデア論」はソクラテス自身が考え出したものなのか問う。ソクラテスはそうであると肯定する。
「類似/不類似」「一/多」「正」「美」「善」などは「形相」としてそれ自体で独自に存在すると主張するソクラテスに対して、パルメニデスは「人間」「火」「水」といった「形相」はあるのか問う。ソクラテスは決めきれずに迷っていると答える。さらにパルメニデスが「毛髪」「泥」「汚物」といった値打ちのない至極つまらないものにもそれぞれに「形相」が存在すると考えるのか問う。ソクラテスはそうしたことを考えると、「実りの無いたわごとの深み」に転落して破滅する恐れを感じるので、考えないようにしていると答える。パルメニデスは、ソクラテスがそう考えるのは、まだ「愛知（哲学）の精神」が深くソクラテスを捉えておらず、「世人の思わく」の方を気にしてしまっているからであって、これから「愛知（哲学）の精神」がより深くソクラテスを捉えるようになれば、先に出てきたような話を軽んじたりしなくなると指摘する。

#### 「イデア論」に関する難点
そしてパルメニデスは改めて、ソクラテスは「形相」なるものがそれ自体で独立に存在していて、それ以外のものはその「形相」を分取することで、その性質を帯びると主張しているのか確認する。ソクラテスは同意する。
するとパルメニデスは、以下のように「イデア論」の難点を指摘していく。
- 「全体」と「部分」 - 分取されるのは「形相」の「全体」なのか「部分」なのか。「全体」が分取されるとしたら、「形相」は際限無く複製されてしまうことになるし、「部分」が分取されるとしたら、それはもう内容が変質したものになってしまう。
- 「包含」と「再生成」 - 様々なものの共通性の「抽象化」として「形相」を説明する場合、その「形相」を包含した（組み込んだ）形での「(再)抽象化」によって別の新たな「形相」を生み出すことができ、どこまでも「再生成」が止まらなくなる。
- 「観念」と「対象」 - 「形相」を心の中の観念と説明しようとしても、観念はその志向のあて先があって生じるものであり、その対象こそが本質とみなす必要がある。また観念が「形相」だと、それを分有することで成り立つものも観念ということになってしまう。
- 「類似」と「分裂」 - 「形相」を「類似物」を生み出す「原型」として説明すると、「形相」と「類似物」の類似性（共通性）からまた別の「形相」が生じてしまうことになる。
- 「区別」と「不可知」 - 「形相」を他の存在物とは区別された「それ自体」として存在しているものと説明すると、そのようなものは現実（この世界）には存在しないので、「不可知」なものとみなされても仕方ない。
- 「本質」と「関係性」 - その本質的特徴が「関係性」によって成立しているものは、それを説明するのに「形相」の分有など必要としないし、むしろかえって邪魔となる。
- 「知識」と「不可知」 - 「形相」がそれ自体として存在し、人間の所有するところとならないということは、「形相」としての「知識」も「不可知」ということになる。
- 「神」と「分断」 - 仮に「形相」としての「知識」を分有するものがいるとすればそれは「神」以外あり得ないが、そうするとこれまでの議論から、「神」と「人間」は互いに対して「知識」も「影響力」も持ち得ない「分断」された関係となってしまう。

パルメニデスは、「イデア論」に関しては、他にも多くの難点を挙げることができるし、それゆえ人々は「イデア論」を聞かされても、「形相」など存在しないか、仮に存在しても不可知なものであると異論を立てることになるし、それを説得するのは難しいこと、そしてそんな彼らを説得するには、「形相」を自ら充分に学び知り、他人にも充分に教授できる優れた人物が現れるのを待つ他ないと指摘する。ソクラテスも同意する。
しかし他方でパルメニデスは、反対に「形相」のようなものを認めないとしたら、それはそれで自分の考えを向ける先が分からなくなり、問答による討議の効力も失わせることになるだろうと指摘する。ソクラテスも同意する。

#### 哲学の「予備練習」
そこでパルメニデスは、ソクラテスがなすべきこととして、対象をよく検討する「予備練習」（思考訓練）の重要性を挙げる。
パルメニデスは、一昨日ソクラテスとアリストテレスが問答しているのを聞いて、その突進する意気込みは立派だったが、対象について決めてかかるところがあり、練習を積まなければ真理から逃げられてしまうと指摘する。
そしてその「予備練習」とは、先ほどゼノンがやったり、ソクラテスもゼノンに対してやったような考察・論証ではあるが、それをより徹底し、例えば「もし〇〇が△△であるならば」だけでなく、「もし〇〇が△△でないならば」のような前提文の否定形も含めて考察したり、帰結文においても「〇〇は□□である」だけでなく、「〇〇以外は××である」のように「補集合」についても考察したり、さらにはそれぞれが「それ自身」「それ以外」との関係においてどうであるかなど、徹底的に検討していくことが重要だと説く。
よく分からないので実際にやって見せてほしいと頼むソクラテスに、ゼノンや青年アリストテレス等も加勢する。パルメニデスは仕方なく、これは半ば「遊び」であると断りつつ、自分が信条とする「一」という前提を題材に、居合わせた中で一番若かった青年アリストテレスを相手に、問答をしながら論証を実行して見せることにする。

### パルメニデスとアリストテレスの対話（予備練習）
パルメニデスはまず、「「一」があるならば」という前提の下で、「一」がどうであるのかの考察を（否定的帰結(～でない)・肯定的帰結(～である)の両面で）進め、続いて同じ前提の下で「一」以外がどうであるかの考察を（肯定的帰結・否定的帰結の両面で）進める。続いて「「一」がないならば」と前提を否定形にしつつ、「一」がどうであるのか、「一」以外がどうであるのかを（肯定的帰結・否定的帰結の両面で）考察していく。
その結果、帰結において同じような内容が肯定的にも否定的にも承認・容認される格好となり、最終的に「「一」があるとしてもないとしても、「一」と「一」以外は、「自分自身に対する関係」と「相互の関係」において、「あらゆる仕方」で「あらゆるもの」であるとともにまたないのであり、そう見えるとともにまた見えないことになる」という奇妙な結論に至ることになる。
- 「一」があるならば、
  - 「一」は（否定的帰結）
    - 「多」ではない。
    - 「部分」でも「全体」でもない。
    - 「始め」も「終わり」も「中間」もない。
    - 「限り」もない。
    - 「形」もない。
    - （「他者の内」にも、「自分の内」にも）「存在」しない。
    - （「変化」や「運動」としての）「動」も「不動」もない。
    - （「自分自身」や「他のもの」と）「同一」でも「不同一」でもない。
    - （「自分自身」や「他のもの」と）「類似」でも「不類似」でもない。
    - （「自分自身」や「他のもの」と）「等」でも「不等」でもない。
    - （「自分自身」や「他のもの」と）「年長」でも「年下」でも「同年」でもない。
    - 「時間」を分有したり、その内にあることもない。
    - 「有」を分有しない。
    - （したがって）「ない」。
    - それに対する「名前」も「説明（命題）」も「知識」も「感覚」も「思いなし」もない。

  - 「一」は（肯定的帰結）
    - 「有」を分有している。
    - 「全体」でも「部分」でもある。
    - 「多」でも「無限」でも「有限」でもある。
    - 「始め」も「終わり」も「中間」もある。
    - （「自分の内」にも、「他者の内」にも）ある。
    - 「動」でも「不動」でもある。
    - （「自分自身」や「他のもの」と）「同一」でも「不同一」でもある。
    - （「自分自身」や「他のもの」と）「類似」でも「不類似」でもある。
    - （「自分自身」や「他のもの」と）「接触的」でも「非接触的」でもある。
    - （「自分自身」や「他のもの」と）「等」でも「不等」でも「多」でも「少」でもある。
    - 「時間」を分有する。
    - （「自分自身」や「他のもの」と）「年長」でも「年下」でも「同年」でもある。
    - 「有」を分有する。
    - それに対する「名前」も「説明（言論）」も「知識」も「感覚」も「思いなし」もある。

  - 「一」以外は（肯定的帰結）
    - 「部分」を持ち、「全体」と「一」を分有する。
    - 「多」であり「無限」であり、「限界」も分有する。
    - （「自分自身」や「他のもの」と）「類似」でも「不類似」でもある。
    - （「自分自身」や「他のもの」と）「同一」でも「不同一」でもある。
    - 「動」でも「不動」でもある。
    - 以上のようなおよそ正反対の規定の全てを受け入れる。

  - 「一」以外は（否定的帰結）
    - （どのようにしても）「一」ではない。
    - 「多」でもない。
    - 「全体」でも「部分」でもない。
    - （「自分自身」や「他のもの」と）「類似」でも「不類似」でもない。
    - （「自分自身」や「他のもの」と）「同一」でも「不同一」でもない。
    - 「動」でも「不動」でもない。
    - 「生」でも「滅」でもない。
    - 「大」でも「小」でも「等」でもない。

- 「一」がないならば、
  - 「一」は（肯定的帰結）
    - それに対する「知識（理解）」が存在する。
    - 「異」がある。
    - （「自分自身」や「他のもの」と）「類似」でも「不類似」でもある。
    - （「自分自身」や「他のもの」と）「等」でも「不等」でもある。
    - 「有」も「非有」も分有する。
    - 「変・動」（生・滅）でも「不変・不動」（不生・不滅）でもある。

  - 「一」は（否定的帰結）
    - 「有」を分有しない。
    - 「変・動」（生・滅）でも「不変・不動」（不生・不滅）でもない。
    - 「大」でも「小」でも「等」でもない。
    - （「自分自身」や「他のもの」と）「類似」でも「不類似」でもない。
    - （「自分自身」や「他のもの」と）「同一」でも「不同一」でもない。
    - それに対する「知識」も「思いなし」も「感覚」も「説明（言論）」も「名前」もない。

  - 「一」以外は（肯定的帰結）
    - 「無限」であり「有限」であり、「一」であり「多」である。
    - （「自分自身」や「他のもの」と）「類似」でも「不類似」でもある。
    - （「自分自身」や「他のもの」と）「同一」でも「不同一」でもある。
    - （「自分自身」や「他のもの」と）「接触的」でも「非接触的」でもある。
    - 「動」（生・滅）でも「不動」（不生・不滅）でもある。

  - 「一」以外は（否定的帰結）
    - 「一」でも「多」でもないし、そう「思わく」されることもない。
    - 「類似」でも「不類似」でもない。
    - 「同一」でも「不同一」でもない。
    - 「接触的」でも「非接触的」でもない。
    - 何ものもない。
- 結論
  - 「一」があるとしてもないとしても、「一」と「一」以外は、「自分自身に対する関係」と「相互の関係」において、「あらゆる仕方」で「あらゆるもの」であるとともにまたないのであり、そう見えるとともにまた見えないことになる。

## 日本語訳
- 『プラトン全集4　パルメニデス ピレボス』 田中美知太郎訳、岩波書店 1975年、復刊2005年ほか